# دودة ورق القطن
دودة ورق القطن أو دودة ورق القطن الأفريقية أو سبودوبترا ليتوراليس (الاسم العلمي: Spodoptera littoralis) هي فراشة من عائلة Noctuidae. طول جسمها ما بين 14-18 ملم وأجنحتها 27-38 ملم.
تعتبر دودة ورق القطن حشرة مضرة بالمزروعات. تنتشر في أفريقيا وحوض البحر المتوسط.

## الدورة الحياتية
تضع الأنثى 1000 بيضة في عدة مراحل. في كل مرحلة تضع ما بين ثلاثين إلى بضعة مئات من البيض. يتم وضعها على كل أجزاء النباتات. يكون البيض متجمعا في «رزمة» مكسورة بشعيرات بلون بني مائل إلى الأصفر، هذه الشعيرات تتساقط من طرف جسم الأنثى. تتفاوت مدة تطور البيض: في الصيف 2-3 أيام منذ وضعها وحتى فقس البيض، في الخريف 3-6 أيام وفي الشتاء 10-18 يوما. دودة ورق القطن لها مدى عوائل واسع أي ليس لديها عائلة نباتية مفضلة، يمكنها التغذي على أكثر من 40 عائلة نباتية. تضع البيض على مختلف المزروعات الحقلية مثل البروكولي، الملفوف والخس، مختلف الخضروات والنباتات وحتى الأعشاب.
لليرقة Caterpillar أشكال وألوان متعددة: من الرمادي، البني وحتى الأخضر الفاتح. يمكن أن تكون ملساء أو ذات شعر، مخططة منقطة أو بلون متجانس. تساعدهم هذه الأشكال على التمويه على النبات الذي تتغذى عليه. تأكل اليرقات الصغيرة الورقة من جانبها السفلي حتى البشرة epidermis تاركين «نوافذ شفافة». اليرقات البالغة تأكل كل الورقة تاركين إفرازاتهم الكروية الصغيرة السوداء. لليرقة 6 درجات من التطور حتى الدرجة الثالثة فإنهم حساسون للحر والجفاف، ويحيون في مجموعات. بعد المرحلة الثالثة فإن اليرقات تحيا وحيدة في الجانب الأسفل من الورقة. تستمر فترة اليرقة في الصيف 12-18 يوما، في الخريف والربيع 20-30 يوما وفي الشتاء 70-85 يوما.
تقوم اليرقة بالتشرنق داخل الأرض. لون العذراء بني أحمر وطوله 18-22 سم. مدة العذراء في الصيف 5-10 أيام، في الخريف والربيع 14-19 يوما وفي الشتاء 21-31 يوما.
بعد الخروج من الشرنقة، يتزاوج البالغون. تضع الأنثى البيض بعد بضعة ساعات إلى يومين بعد التزاوج. حياة البالغون قصيرة جدا في الصيف يومين حتى أسبوع.
دودة ورق القطن حساسة جدا في كل فترات تطورها (بيضة، يرقة، عذراء وبالغة)، ومعدلات الوفاة عندها عال، خاصة في الفصول الباردة.

## المكافحة
- يمكن الإبادة يدويا في الحديقة المنزلية. يمكن التعرف على اليرقات وجمعها لإعدامها.
- جمع اللطع باليد وكذلك اليرقات والثمار المصابة واعدامها.
-الاهتمام بخدمة الأرض بالحرث والعزيق ومكافحة الحشائش وعدم الزراعة بعد برسيم تحريش.
- عند الزراعة بجوار قطن أو برسيم يوضع جير حى على الجسور الفاصلة أو ملء قنوات الرى ووضع كيروسين بها.
- عند رى الأرض يضاف 30 لتر سولار أو كيروسين لقتل اليرقات والعذارى بالتربة.
- استخدام مصايد الفرمون أو المصايد الضوئية لخفض التعداد.
- عند بدء ظهور فقس حديث أو يرقات يمكن الرش باحد المركبات التالية:
أ- المركب الحيوى دايبل 2× بمعدل 200 جم / فدان.
ب- المركب الحيوى ايكوتيك بيو 10% مسحوق بمعدل 300 جم / فدان.
ج- إذا لم تتوفر البدائل السابقة يمكن الرش بمبيد لانيت 90% أو نيودرين 90% بمعدل 300 جم / فدان من أي منهما.